# Пайатт (Арканзас)
Пайатт (англ. Pyatt) — город, расположенный в округе Марион (штат Арканзас, США) с населением в 253 человека по статистическим данным переписи 2000 года.

## География
По данным Бюро переписи населения США Пайатт имеет общую площадь в 3,37 квадратных километров, водных ресурсов в черте населённого пункта не имеется.
Город Пайатт расположен на высоте 248 метров над уровнем моря.

## Демография
По данным переписи населения 2000 года в Пайатте проживало 253 человека, 62 семьи, насчитывалось 97 домашних хозяйств и 119 жилых домов. Средняя плотность населения составляла около 76,7 человека на один квадратный километр. Расовый состав Пайатта по данным переписи распределился следующим образом: 98,81 % белых, 0,40 % — чёрных или афроамериканцев, 0,40 % — коренных американцев, 0,40 % — выходцев с тихоокеанских островов. Испаноговорящие составили 0,40 % от всех жителей города.
Из 97 домашних хозяйств в 40,2 % — воспитывали детей в возрасте до 18 лет, 55,7 % представляли собой совместно проживающие супружеские пары, в 4,1 % семей женщины проживали без мужей, 35,1 % не имели семей. 34,0 % от общего числа семей на момент переписи жили самостоятельно, при этом 18,6 % составили одинокие пожилые люди в возрасте 65 лет и старше. Средний размер домашнего хозяйства составил 2,61 человек, а средний размер семьи — 3,35 человек.
Население города по возрастному диапазону по данным переписи 2000 года распределилось следующим образом: 33,2 % — жители младше 18 лет, 7,9 % — между 18 и 24 годами, 28,9 % — от 25 до 44 лет, 17,0 % — от 45 до 64 лет и 13,0 % — в возрасте 65 лет и старше. Средний возраст жителей составил 30 лет. На каждые 100 женщин в Пайатте приходилось 97,7 мужчин, при этом на каждые сто женщин 18 лет и старше приходилось 103,6 мужчин также старше 18 лет.
Средний доход на одно домашнее хозяйство в городе составил 19 583 доллара США, а средний доход на одну семью — 26 250 долларов. При этом мужчины имели средний доход в 22 321 доллар США в год против 18 214 долларов среднегодового дохода у женщин. Доход на душу населения в городе составил 8633 доллара в год. 10,5 % от всего числа семей в населённом пункте и 16,7 % от всей численности населения находилось на момент переписи населения за чертой бедности, при этом 12,9 % из них были моложе 18 лет и 20,7 % — в возрасте 65 лет и старше.